# Китаяма
Китаяма (яп. 北山村 Китаяма-мура) — село в Японии, находящееся в уезде Хигасимуро префектуры Вакаяма. Площадь села составляет 48,21 км², население — 442 человека (1 августа 2014), плотность населения — 9,17 чел./км².

## Географическое положение
Село расположено на острове Хонсю в префектуре Вакаяма региона Кинки. С ним граничат город Кумано и сёла Симокитаяма, Тоцукава.

## Население
Население села составляет 442 человека (1 августа 2014), а плотность — 9,17 чел./км². Изменение численности населения с 1980 по 2005 годы:
| 1980 | 790 чел. |  |
| 1985 | 686 чел. |  |
| 1990 | 613 чел. |  |
| 1995 | 593 чел. |  |
| 2000 | 635 чел. |  |
| 2005 | 570 чел. |  |